# سيدة البرازيل الأولى
سيدة البرازيل الأولى (البرتغالية: Primeira-dama do Brasil) هو لقب يُمنح لمضيفة قصر الفورادا، عادة ما يتم شغل هذا المنصب من قبل زوجة رئيس البرازيل، ولكن قد ينطبق على سيدات غير زوجات الرؤساء، في حال كان الرئيس أعزب أو أرمل. ليس لدى السيدة الأولى وظائف رسمية داخل الحكومة، لكنهم عادة يحضرون الاحتفالات العامة وينظمون الأنشطة الاجتماعية مثل المناسبات الخيرية. بالإضافة إلى ذلك ، يمكن للسيدة الأولى ذات الشخصية الجذابة أن تساعد في نقل صورة إيجابية عن أزواجها إلى السكان.
لقد تغير دور السيدة الأولى بشكل كبير. وقد أصبحت تشمل الانخراط في الحملات السياسية والقضايا الاجتماعية وتمثيل الرئيس في المناسبات الرسمية والاحتفالية. بالإضافة إلى ذلك ، على مر السنين ، مارست السيدات الأوائل تأثيرًا في مختلف القطاعات ، من الموضة إلى الرأي العام في السياسة.
حتى الآن ، كانت هناك سبع وثلاثون سيدة أولى ، بمعدل زوجات جيتوليو فارجاس ورانييري مازيلي مرتين ، اللتين خدمت كل منهما فترتين غير متتاليتين. كان للرئيس هيرميس دا فونيسكا أول سيدتين، حيث أصبح أرملًا وتزوج مرة أخرى بينما كان لا يزال في منصبه. كان الرئيسان رودريغز ألفيز وكاستيلو برانكو أرامل ، ومن ثم لعبت بناتهم مثل هذا الدور. لم يكن للبرازيل رجل نبيل أبدًا ، حيث كان كل رئيس رجلًا من جنسين مختلفين ، وكانت ديلما روسيف ، الرئيسة الأولى والوحيدة حتى الآن ، مطلقة قبل تولي المنصب.
بعد تنصيب لولا في 1 يناير 2023 أصبحت زوجته جانجا لولا دا سيلفا السيدة البرازيلية الأولى السابعة والثلاثين خلفًا لميشيل بولسونارو ، زوجة الرئيس السابق جايير بولسونارو. التي كانت من  الداعيات إلى تسليط الضوء على الأمراض النادرة، والإدماج الرقمي، والتوعية بالتوحد، وإدراج لغة الإشارة البرازيلية (LIBRAS) في المدارس وغيرها من المشاريع الاجتماعية.

## قائمة سيدة البرازيل الأولى
فيما يلي قائمة السيدات الأوائل البرازيليات:
| م   | الصورة | الاسم الأول الاسم الأخير          | الفترة                         | الرئيس                            |
| --- | ------ | --------------------------------- | ------------------------------ | --------------------------------- |
| 1   |        | ماريانا دا فونسيكا                | 1889 - 1891                    | مانويل ديودورو دا فونسيكا         |
| 2   |        | جوزينا بيكسوتو                    | 1891 - 1894                    | فلوريانو فييرا بيكسوتو            |
| 3   |        | أديلايد دي مورايس باروس           | 1894 - 1898                    | برودنت دي مورايس                  |
| 4   |        | آنا غابرييلا دي كامبوس سيلس       | 1898 - 1902                    | مانويل فيراز دي كامبوس سيلس       |
| 5   |        | كاتيتا ألفيس                      | 1902 - 1906                    | رودريغز ألفيز                     |
| 6   |        | ماريا جيلهيرمينا دي أوليفيرا بينا | 1906 - 1909                    | أفونسو أوغوستو موريرا بينا        |
| 7   |        | أنيتا بيسانيا                     | 1909 - 1910                    | نيلو بيسانيا                      |
| 8   |        | أورسينا دا فونسيكا                | 1910 - 1912                    | هيرميس رودريغيز دا فونسيكا        |
| 9   |        | نير أوف تيفي                      | 1912 - 1914                    | فينسيسلاو براس                    |
| 10  |        | ماريا بيريرا غوميز                | 1914 - 1918                    |                                   |
| 11  |        | فرانسيسكا دي أبرو ريبيرو          | 1918 - 1919                    | ديلفيم موريرا                     |
| 12  |        | ماريا دا كونسيساو دي مانسو ساياو  | 1919 - 1922                    | إبيتاسيو بيسوا                    |
| 13  |        | كليليا بيرنارديس                  | 1922 - 1926                    | أرتر برنارديس                     |
| 14  |        | صوفيا بايس دي باروس               | 1926 - 1930                    | واشنطن لويس بيريرا دي سوزا        |
| 15  |        | دارسي فارغاس                      | 1930 - 1945                    | جيتوليو فارجاس                    |
| 16  |        | لوزيا لينهاريس                    | 1945 - 1946                    | جوسيه لينهاريس                    |
| 17° |        | كارميلا دوترا                     | 1946 - 1947                    | يوريكو غاسبار دوترا               |
| 18  |        | دارسي فارغاس                      | 1951 - 1954                    | جيتوليو فارجاس                    |
| 19  |        | جانديرا كافيه                     | 1954 - 1955                    | جواو كافيه فيلهو                  |
| 20  |        | جراسيما دا لوز                    | 8 نوفمبر 1955 - 11 نوفمبر 1955 | كارلوس لوز                        |
| 2   |        | بياتريس راموس                     | 1955 - 1956                    | نيريو دي أوليفيرا راموس           |
| 22  |        | سارة كوبيتشيك                     | 1956 - 1961                    | جوسيلينو كوبيتشيك دي أوليفيرا     |
| 23  |        | إلوا كوادروس                      | 31 جينايو 1961 - 25 أغسطس 1961 | جانيو كوادروس                     |
| 24  |        | سيلفيا مازيلي                     | 25 أغسطس 1961 - 7 سبتمبر 1961  | رانييري مازيلي                    |
| 25  |        | ماريا تيريزا جولارت               | 1961 - 1964                    | جواو غولار                        |
| 26  |        | سيلفيا مازيلي                     | 2 أبريل 1964 - 15 أبريل 1964   | رانييري مازيلي                    |
| 27  |        | أنطونيتا كاستيلو برانكو           | 1964 - 1967                    | هومبرتو دي إلينكار كاستيلو برانكو |
| 28  |        | يولاندا باربوسا                   | 1967 - 1969                    | أرتور دا كوستا إي سيلفا           |
| 29  |        | سيلا ميديسي                       | 1969 - 1974                    | إميليو غاراستازو ميديسي           |
| 30  |        | لوسي جيزل                         | 1974 - 1979                    | إرنستو جيزل                       |
| 31  |        | سويت فيغيريدو                     | 1979 - 1985                    | جواو فيغيريدو                     |
| 32  |        | مارلي سارني                       | 1985 - 1990                    | جوسيه سارني                       |
| 33  |        | روزان مالتا                       | 1990 - 1992                    | فيرناندو كولور ميلو               |
| 34  |        | روث كاردوسو                       | 1995 - 2003                    | فيرناندو أنريك كاردوسو            |
| 35  |        | ماريسا ليتيسيا لولا دا سيلفا      | 2003 - 2011                    | لويس إيناسيو لولا دا سيلفا        |
| 36  |        | مارسيلا تامر                      | 2016 - 2018                    | ميشال تامر                        |
| 37  |        | ميشيل بولسونارو                   | 2019 - 2022                    | جايير بولسونارو                   |
| 38  |        | جانجا لولا دا سيلفا               | 2023 -                         | لويس إيناسيو لولا دا سيلفا        |